# Michèle Binswanger
Michele Katrin Binswanger (* 1972) ist eine Schweizer Journalistin, Autorin und Bloggerin.

Michele Binswanger (2023)

## Leben
Michele Binswanger studierte an der Universität Basel Philosophie und Germanistik.
Von 2009 bis 2011 war sie als Konzepterin und Co-Autorin aktiv für den Mamablog, eine Plattform von Tages-Anzeiger.ch/Newsnet. 2010 gewann sie gemeinsam mit Nicole Althaus die Publikumswahl des Branchenmagazins Schweizer Journalist zur «Journalistin des Jahres». 2016, 2017 und 2018 wurde sie zur «Gesellschaftsjournalistin des Jahres» gewählt.
2012 publizierte sie zusammen mit Nicole Althaus das Buch Machomamas: Warum Mütter im Job mehr wollen sollen. 2017 folgte ihr zweites Buch Fremdgehen – Ein Handbuch für Frauen.

## Juristische Auseinandersetzungen
Im Mai 2020 untersagte ein Einzelrichter des Zuger Kantonsgerichts erstinstanzlich der Tages-Anzeiger-Journalistin Michele Binswanger per superprovisorischer Verfügung «persönlichkeitsverletzende» Äusserungen über Jolanda Spiess-Hegglin zu verbreiten. Hintergrund war Binswangers Buchprojekt rund um die Zuger Landammann-Feier. Binswangers Berufung vor dem Zuger Kantonsgericht war allerdings erfolgreich, die erstinstanzliche Entscheidung wurde aufgehoben. Spiess-Hegglin ging hiergegen mit einer Revision vor, diese wurde jedoch vom Schweizer Bundesgericht nicht bearbeitet. Nach einem erneuten Revisionsgesuch von Spiess-Hegglin lehnte es derselbe Richter wiederum ab, den Fall zu bearbeiten, was zur Folge hatte, dass sich Spiess-Hegglin an den Europäischen Gerichtshof für Menschenrechte wandte. Ihre Klage «Spiess-Hegglin vs. Switzerland» wurde – als eine von 1,5 % aller Klagen aus der Schweiz – vom EGMR angenommen. Inzwischen wurde dem Bundesrat ein Fragekatalog zugestellt. Sollten Vergleichsgespräche scheitern, wird der EGMR ein Urteil fällen und entscheiden, ob Spiess-Hegglins Rechte vom Bundesgericht verletzt wurden. Die Tages-Anzeiger-Journalistin nutzte derweil die zeitliche Lücke, in welcher Spiess-Hegglin vom Bundesgericht keinen Schutz erhielt und publizierte ihr Buch im Februar 2023 unter dem Titel Die Zuger Landammann-Affäre. Eine Recherche im Eigenverlag, da Binswanger keinen Schweizer Verlag gefunden hatte. Das Buch wurde in mehreren Medien besprochen und hatte zur Folge, dass Spiess-Hegglin 197 Passagen des Textes einklagte. Ein Urteil steht aus.
Jolanda Spiess-Hegglin zeigte Binswanger aufgrund eines privat geäusserten Tweets, in welchem sie Spiess-Hegglin wiederum der Falschbeschuldigung bezichtigte, wegen übler Nachrede an. Binswanger wurde im Juli 2021 von der Staatsanwaltschaft Basel-Stadt wegen Verleumdung verurteilt. Tamedia akzeptierte das Urteil nicht und zog den Straffall einer privaten Äusserung ihrer Journalistin ans Strafgericht weiter, wo Michele Binswanger im Mai 2023 erneut wegen Verleumdung verurteilt wurde. Michele Binswanger wurden am Gerichtsprozess in Basel erstmals Ausschnitte aus dem ersten Einvernahmevideo von Jolanda Spiess-Hegglin abgespielt. Laut anwesenden Medienschaffenden, Spiess-Hegglin selbst und einem Anwalt, welcher für einen Podcast ebenfalls Zugang zum gesamten Video erhalten hat, widersprechen sich Binswangers These und Spiess-Hegglins Aussagen anlässlich ihrer polizeilichen Einvernahme vom 22. Dezember 2014 diametral. Dem schriftlich begründeten Verleumdungsurteil ist unter anderem auch erstmals eine behördliche Einordnung zur Auseinandersetzung zwischen der Tages-Anzeiger-Journalistin und der ehemaligen Politikerin zu entnehmen. Der Richter hält fest, dass die Journalistin von Anfang an Stellung gegen Spiess-Hegglin bezog und immer wieder Artikel und Tweets zu deren Ungunsten veröffentlichte, was obsessiv erscheine. Es sei unter anderem Michele Binswanger anzulasten, dass die Diskussion um die Zuger Landammannfeier, welche das Leben sowohl von Jolanda Spiess-Hegglin wie auch von Markus Hürlimann seit Jahren negativ beeinflusse, noch immer Gesprächsthema in der Öffentlichkeit sei. Auch über Binswangers «Nachtatverhalten» äusserte sich der Basler Gerichtspräsident schriftlich: Der Beschuldigten könne weder ein Geständnis noch Einsicht oder Reue zugehalten werden. Während des gesamten Strafverfahrens wie auch anlässlich der Hauptverhandlung sei die «Verbissenheit», mit der sich Michele Binswanger der so genannten Landammann-Affäre und Jolanda Spiess-Hegglin widme, «deutlich spürbar». Das Strafmass wurde vom Gerichtspräsidenten erhöht. Binswanger sprach in der Folge von einem «Skandalurteil» und meldete Berufung an.
Am 17. Juni 2025 hat das Appellationsgericht des Kantons Basel-Stadt das Urteil wegen Verleumdung gegen die Tages-Anzeiger-Autorin Michele Binswanger vollumfänglich bestätigt. Bei der Urteilseröffnung sagte der Gerichtspräsident, Medienfreiheit schütze nicht davor, «Falschbehauptungen» aufstellen zu können. Die Journalistin habe «wider besseren Wissens» einen alten Vorwurf gegen die ehemalige Grüne Zuger Kantonsrätin aufgewärmt.

## Presseratsrügen
Im Dezember 2021 wurde Michele Binswanger vom Schweizer Presserat gerügt, weil einer ihrer Tamedia-Artikel die Wahrheitspflicht und das Gebot des Anhörens bei schweren Vorwürfen des Journalistenkodex verletzt habe. Es handelte sich um schwere Vorwürfe, mit denen die Journalistin einen KESB-Gutachter hätte konfrontieren müssen. Was sie unterliess: Sie informierte den Beschwerdeführer zwar, dass sie einen Artikel über ihn schreibe, benannte die Vorwürfe aber nicht genau oder gar nicht. Michele Binswanger schreibt im Artikel, der Gutachter sei zweimal wegen falscher Rechnungsstellung verurteilt worden und biete psychiatrische Dienstleistungen an, obwohl er nicht über die richtige Ausbildung verfüge. Beide Behauptungen im Artikel waren falsch.
Im Februar 2025 wurde Michele Binswanger vom Schweizer Presserat gerügt, weil sie im Der Bund und Tages-Anzeiger publizierten Artikel «Zu Tode vergewaltigt – und alleingelassen» vom 4. Dezember 2023 die Ziffer 1 (Wahrheitspflicht) sowie die Ziffern 3 (Unterschlagen wichtiger Informationen) und 5 (Berichtigung) der «Erklärung der Pflichten und Rechte der Journalistinnen und Journalisten» verletzt hat.

## Aktivismus
Im Herbst 2020 gehörte Binswanger zu den Erstunterzeichnern des Appell für freie Debattenräume.
In der Ende Oktober 2024 gegründeten Free Speech Union FSUS, einem Verein für Meinungsfreiheit, engagiert sich Michele Binswanger, gemeinsam mit Journalisten der Weltwoche und des Nebelspalters im Medienkommittee.

## Publikationen
- mit Nicole Althaus: Machomamas: Warum Mütter im Job mehr wollen sollen. Nagel & Kimche, München 2012, ISBN 978-3-312-00526-0.
- Fremdgehen – Ein Handbuch für Frauen. Ullstein extra, Berlin 2017, ISBN 978-3-86493-050-8
- Die Zuger Landammann-Affäre. Eine Recherche. Truth Publications (Eigenverlag), Zürich 2023, ISBN 978-3-033-09660-8.